# Euchloe insularis
La cavolaia isolana (Euchloe insularis (Staudinger, 1861)) è un lepidottero diurno appartenente alla famiglia Pieridae, endemico di Sardegna e Corsica.